# Сан-Джованни, Джованни да
Джованни да Сан-Джованни (итал. Giovanni da San Giovanni; также известный, как Джованни Манноцци; 20 марта 1592[…], Сан-Джованни-Вальдарно, Тоскана — 9 декабря 1636, Флоренция) — итальянский живописец периода маньеризма флорентийской школы.

## Биография

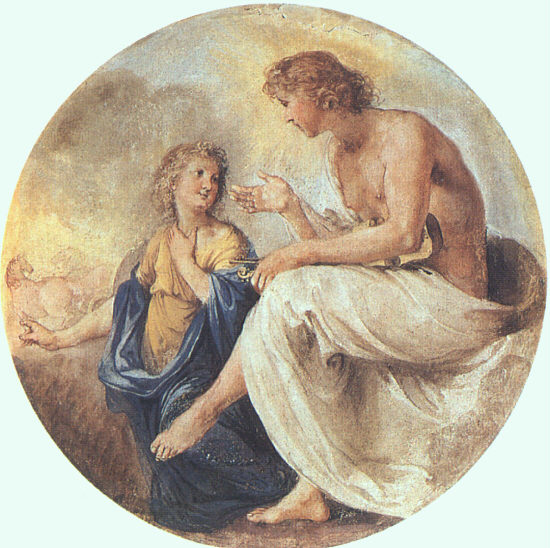
Аполлон и Фаэтон

Джованни да Сан-Джованни родился в 1592 году в Сан-Джованни-Вальдарно. Учился живописи во Флоренции у Маттео Росселли. По некоторым данным, изучал также архитектурную перспективу у Джулио Париджи. Из Флоренции Сан-Джованни отправился в Рим, где его особенно восхитили работы его старшего современника Гвидо Рени.
В дальнейшем Джованни работал во Флоренции. В интерьерах дома Буонарроти (родственников Микеланджело) во Флоренции, он написал плафон «Путти, поддерживающие профиль Микеланджело». Написал также пять люнетов со сценами из жизни святого Франциска Ассизского в монастыре Оньиссанти и изобразил музицирующих ангелов под куполом церкви того же монастыря. В 1619—1620 годах Сан-Джованни руководил украшением фасада Палаццо-дель-Антелла на площади Санта-Кроче во Флоренции.
Покинув Флоренцию во время эпидемии чумы, Сан-Джованни направился в Пистою, где создал фрески для домовой церкви Святой Екатерины в Палаццо Роспильози-Паллавичини. Он также написал несколько фресок в люнетах сантуария Делла-Мадонна-делла-Фонтенуова в Монсуммано-Терме; цикл фресок, посвящённых житию Святого Николая из Толентино на сводах капеллы (придела) Меллини в церкви Санта-Мария-дель-Пополо в Риме и картину для церкви Сан-Бартоломео в Кутильяно.
Сан-Джованни, в частности, было поручено расписать один из парадных залов Палаццо Питти фресками, посвящёнными Лоренцо Медичи, по заказу его потомка Фердинандо II Медичи, который хотел обновить интерьеры дворца перед собственной свадьбой с Викторией делла Ровере. После смерти Сан-Джованни эта работа была продолжена другими художниками (в частности, Чекко Браво, с которым Сан-Джованни при жизни пересекался при украшении интерьеров дома Буонарроти), Оттавио Ваннини и Франческо Фурини.
Сан-Джованни скончался в 1636 году во Флоренции и был похоронен в церкви Сан-Пьер-Гаттолино. Его биография вошла в сборник биографий флорентийских художников, написанный историографом Филиппо Балдинуччи.

## Галерея

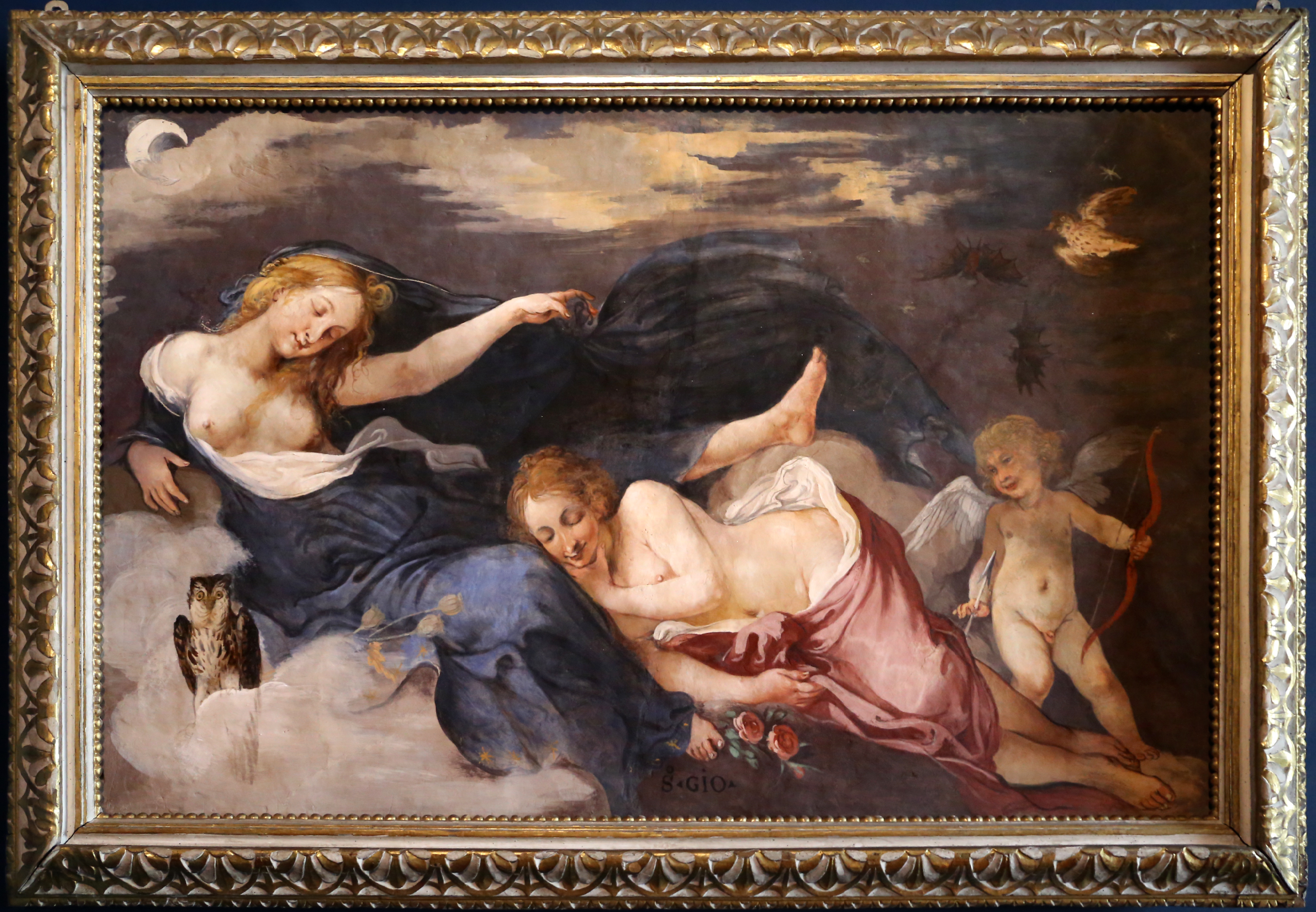
Ночь, Заря (Аврора) и купидон.
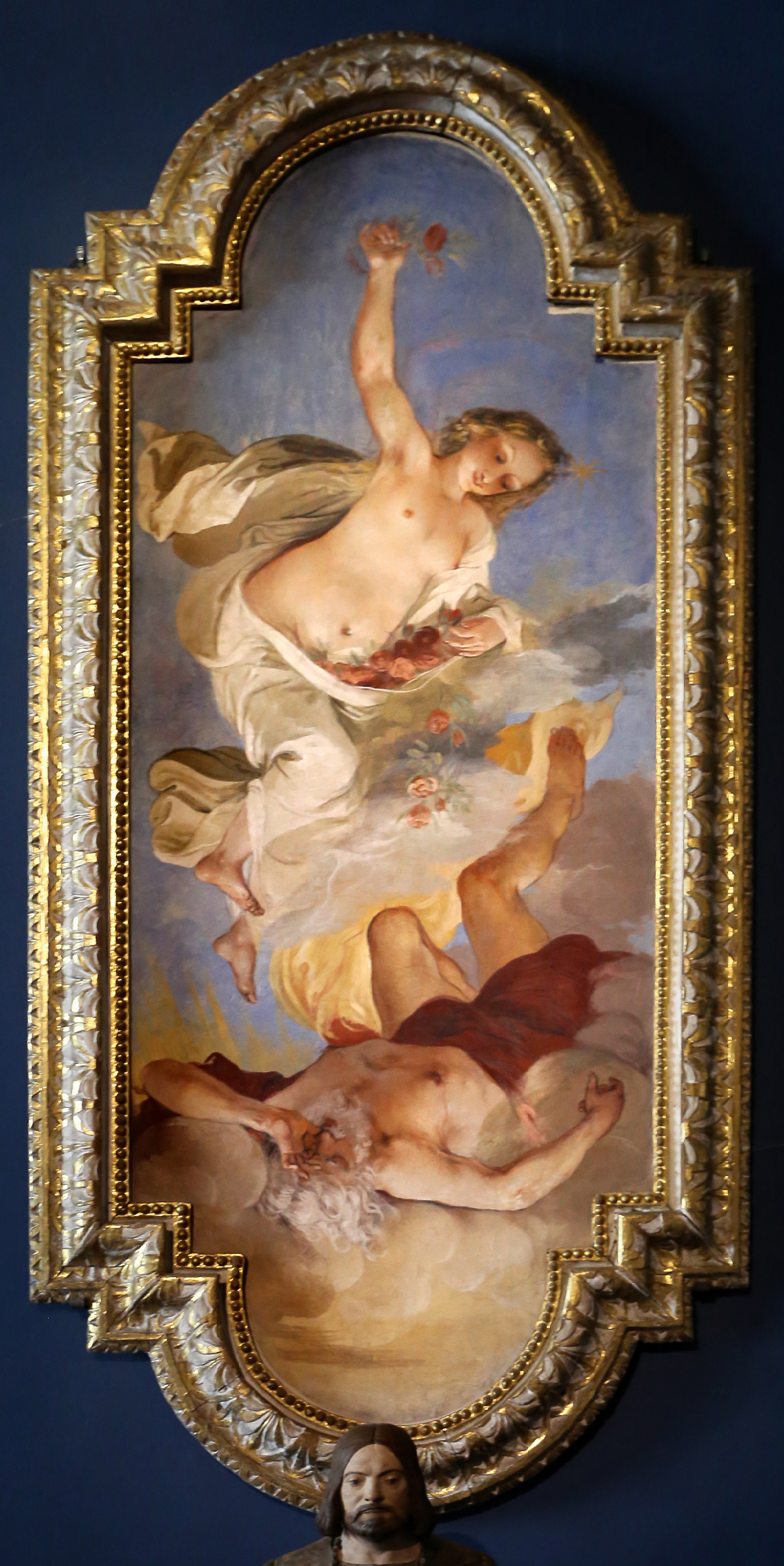
Аврора и Титон
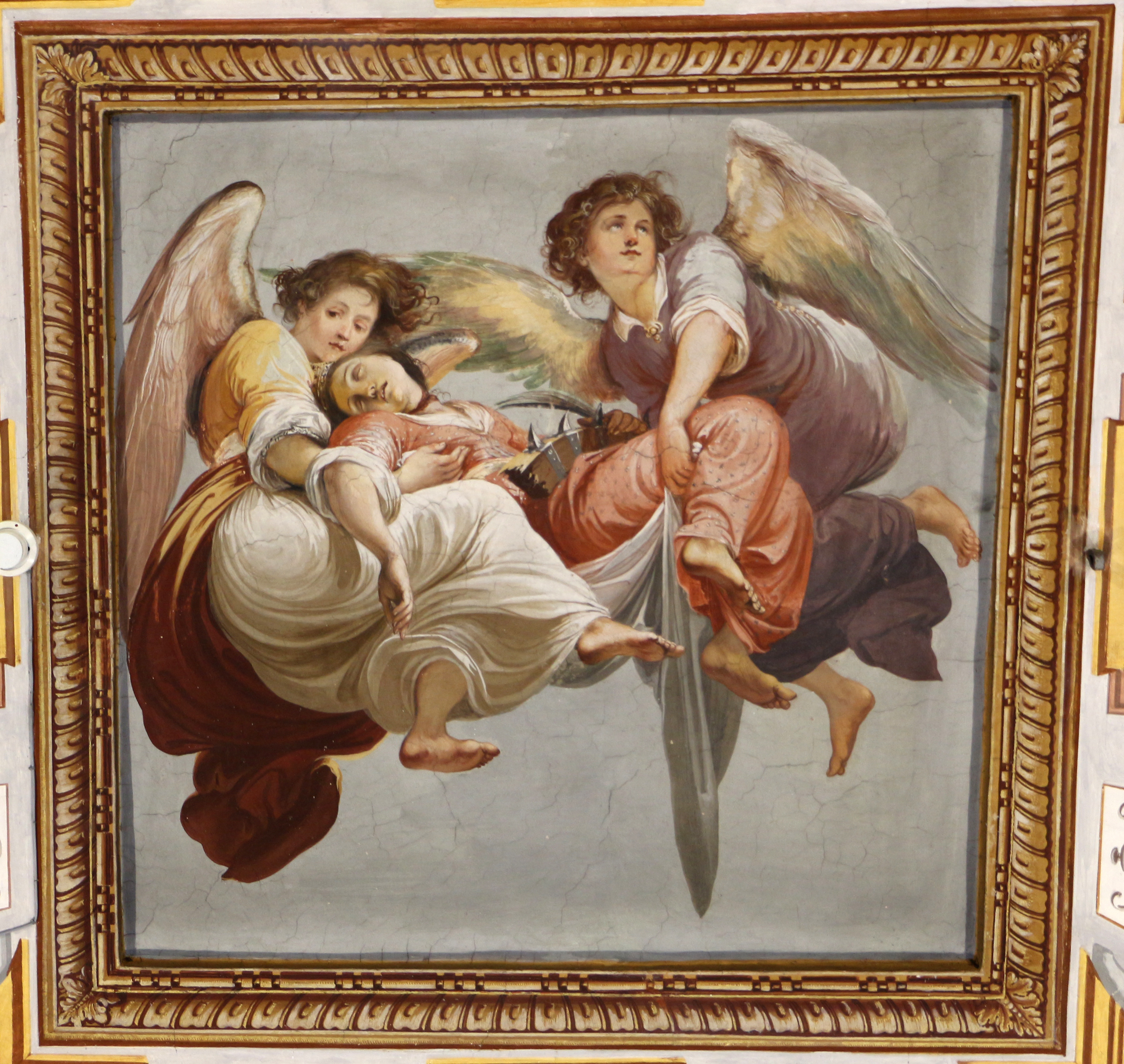
Мощи Святой Екатерины Александрийской, переносимые ангелами на гору Синай.
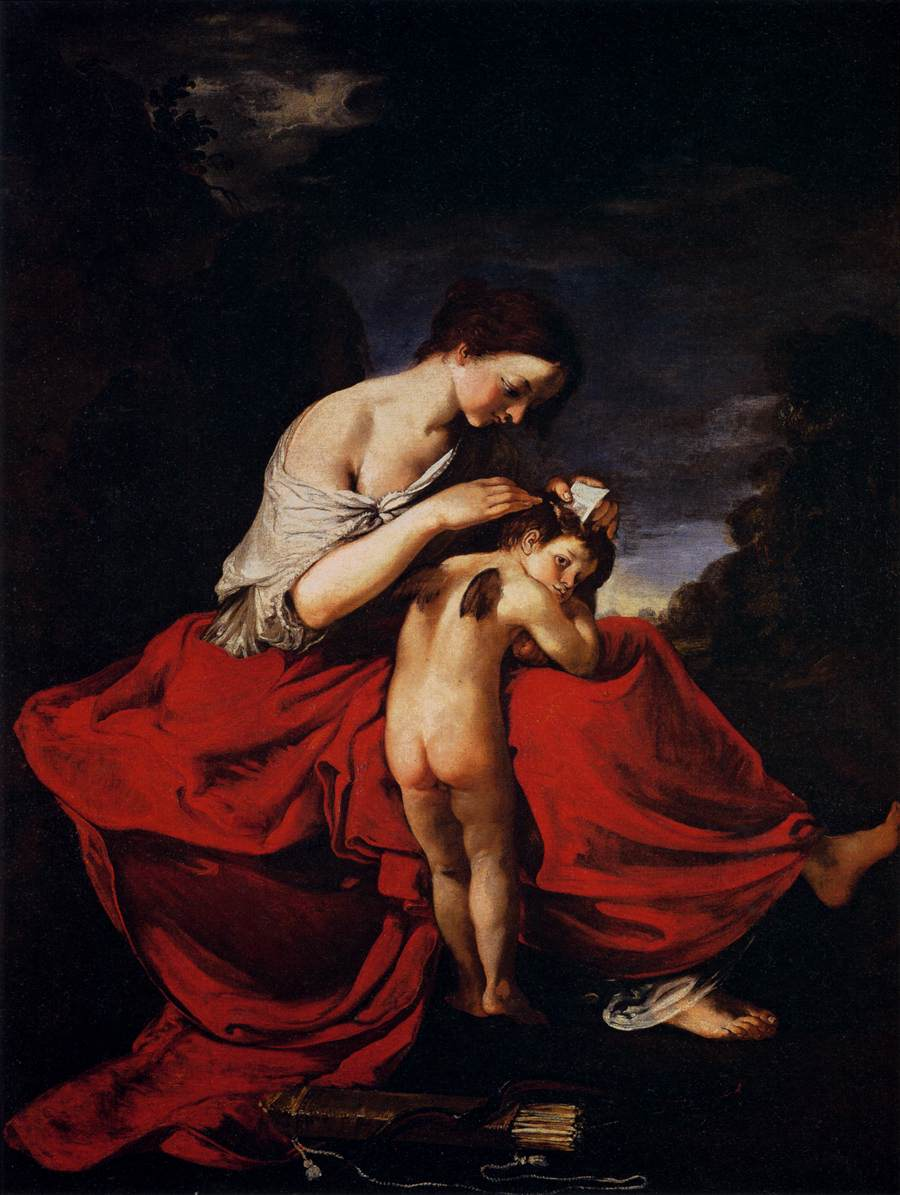
Венера и купидон.
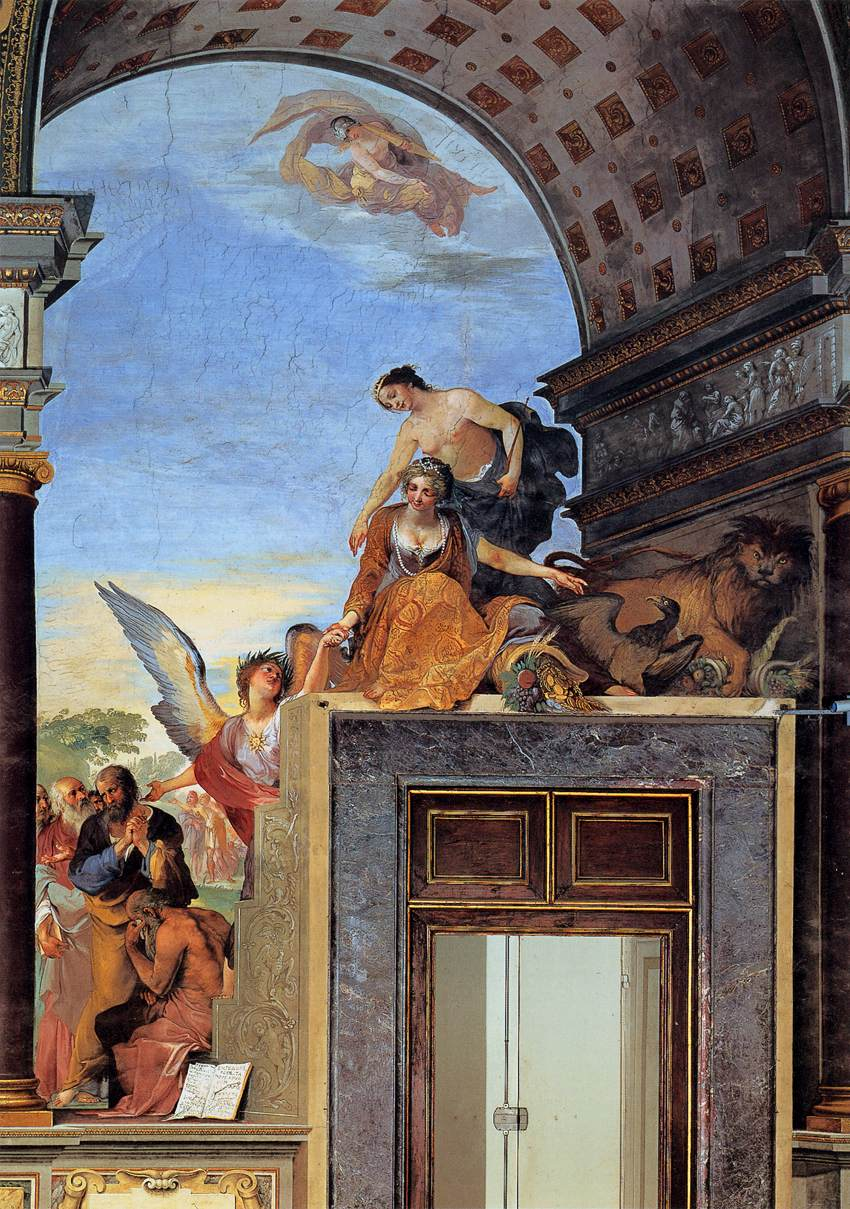
Аллегория щедрости Тосканы к мужам науки.
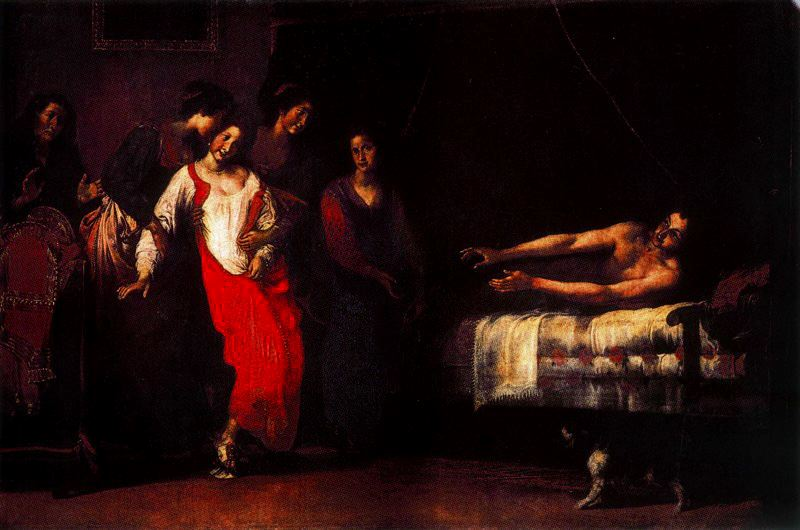
Первая брачная ночь.
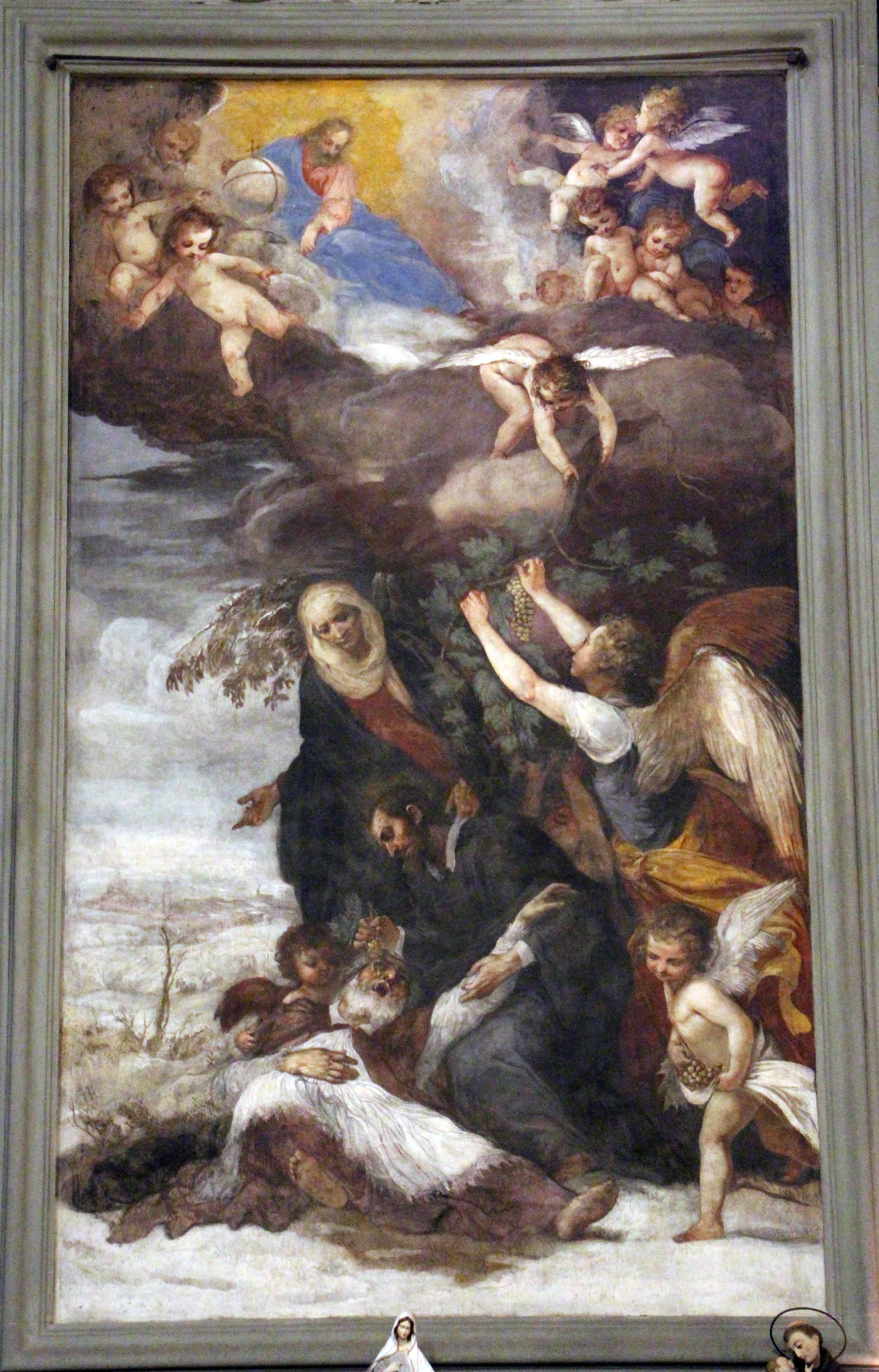
Святой Феликс Ноланский помогает святому Максиму.